# Orthops scutellatus
Orthops scutellatus är en insektsart som beskrevs av Philip Reese Uhler 1877. Orthops scutellatus ingår i släktet Orthops och familjen ängsskinnbaggar. Inga underarter finns listade i Catalogue of Life.